# Palau de Rialb
Palau de Rialb o el Palau de Rialb és un poble disseminat del municipi de la Baronia de Rialb, al Segre Mitjà.

## Toponímia i història

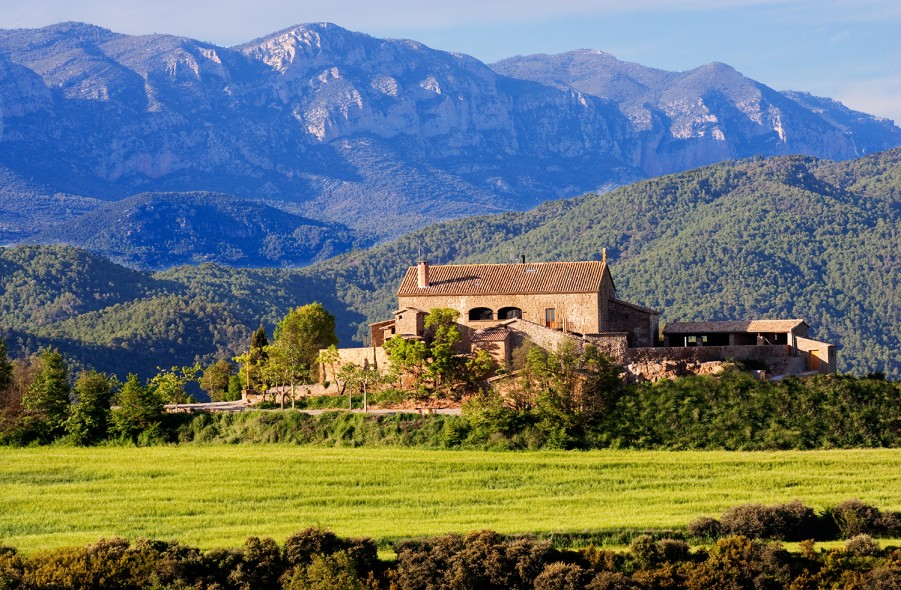
Entorns a prop de Palau, amb el mas d'Heretat de Guàrdia, d'ús privat

El titular de la parròquia és Santa Maria; no s'ha de confondre aquest lloc amb el Palau que es troba al Pallars Jussà, que pertanyia als hospitalers de Sant Joan de Jerusalem.
El lloc és adaptat per què els comtes d'Urgell, o Arnau Mir de Tost, el vescomte, que reconquerí i fortificà aquesta contrada, hi tingué un castellet que originà el nom de «Palau». Aquest indret, almenys des del segle xii, pertanyia al priorat de Santa Maria de Meià. En el testament del prevere Ramon, de 1121, consta que hi tenia alguna possessió, però la parròquia i la gran part del terme eren de Meià; per això no consta en els fogatges del Rialb, i al formalitzar-se el municipi Palau fou agregat a la Baronia de Rialb segurament per motius geogràfics. La provisió del rector i les rendes de Palau depenien del priorat de Meià.

## Situació i descripció
El poble de Palau de Rialb consta d'unes quantes cases properes del temple parroquial de Santa Maria (s. xi) i diversos masos; està escampat al centre occidental del terme municipal, en lloc espaiós (695 m. d'altitud), que té a ponent la vall del torrent de Torreblanca i la muntanya de Montmagastre (763 m.). Pel migdia s'hi enclava Heretat de Guàrdia, on hi hagué una torre de sentinella, i es tracta d'un mas històric del segle xv. Actualment l'edifici té la funcionalitat d'allotjament rural.

## Comunicacions
S'hi accedeix per la carretera comarcal C-1412b de Ponts a Folquer. Més amunt del poble de la Serra de Rialb i havent creuat la Collada de la Santa, al punt quilomètric 15,900 cal desviar-se per un camí carreter de poc menys de cinc-cents metres fins als peus de l'església de Santa Maria.

## Llocs d'interès
- Església romànica de Santa Maria de Palau (s. XI). Està conservada i s'hi celebra el culte algunes vegades l'any; està sota la cura del rector de Ponts. És una construcció rectangular i a més a més els tres absis. No es conserva la volta de canó de la nau central, que es va ensorrar, tres arcades a cada costat sostenen els murs centrals, i la teulada descansa sobre les encavallades i bigues. Darrere l'església s'hi troba una petita construcció cristiana coneguda am el nom de l'Oratori; molt apreciada pels rialpencs.
- Capella de Sant Joan de Perdiguers (s. XVII).
- Allotjament rural d'Heretat de Guàrdia; històrica masia catalana que compta amb un capella pròpia dedicada a Sant Josep.
- Antiga Escola de Palau, edifici rehabilitat en allotjament rural.

## Festes locals
- Festa Major: 15 d'agost, dia de la Mare de Déu; Santa Maria n'és la patrona del poble.
- Festes del Roser: durant el mes de maig.